# Sandro Goiano
Sandro Gomes da Luz ou simplesmente Sandro Goiano, (Pirenópolis, 6 de agosto de 1973), é um ex-futebolista brasileiro que atuava como volante. É um dos maiores ídolos da história do Paysandu Sport Club e do Grêmio Foot-Ball Porto Alegrense, tendo sido o capitão da conquista do Campeonato Brasileiro de Futebol de 2005 - Série B e um dos atletas em campo no histórico jogo que ficou conhecido como Batalha dos Aflitos, onde o clube gaúcho, mesmo com dois pênaltis contra e quatro atletas expulsos, venceu a partida. Por sua dedicação ao logo do campeonato e sua identificação com a torcida, foi incluído na Calçada da Fama do clube.

## Carreira
Sandro Goiano foi revelado pelo Goiás. Após alguns anos sem protagonismo no seu clube de origem, alternou passagens por Caxias, Tuna Luso e Paraná, até chegar ao Paysandu. No Pará ganhou destaque, sendo capitão durante boa parte de sua longa passagem, entre 2000 e 2005. Neste período, além de ajudar a classificar o Papão para a Série A do Brasileirão, foi tetracampeão paraense, da Copa Norte e da Copa dos Campeões, espécie de torneio classificatório para a Copa Libertadores que reunia campeões de torneios regionais.
Em 2003, na Libertadores, participou da histórica campanha que levou o Paysandu às oitavas-de-final, quando o time chegou a vencer no tradicional estádio do Boca Juniors, embora tenha sido eliminado na partida de volta.
Em junho de 2005 Sandro foi contratado pelo Grêmio com a missão de ser o volante titular do time em meio à disputa da Série B. Cumpriu sua tarefa e caiu nas graças da torcida, devido à garra demonstrada em campo. Foi ídolo e capitão do time por quase dois anos. Ficou no Grêmio até 2007, completando mais de cem jogos com a camiseta tricolor. Nessa passagem, conquistou três títulos (Série B de 2005 no jogo conhecido até hoje como Batalha dos Aflitos, Campeonato Gaúcho de 2006 e de 2007). Ainda foi vice-campeão da Copa Libertadores de 2007.
Em 17 de setembro de 2007, colocou seus pés na Calçada da Fama do Grêmio, no Estádio Olímpico Monumental, juntamente com Luiz Eduardo.
Em 2008, foi contratado pelo Sport. Em 11 de junho de 2008, conquistou o título da Copa do Brasil de 2008, em jogo disputado contra o Corinthians e vencido por 2–0 (3–3 no placar agregado) pelo Sport, seu clube. Ele, que era o jogador mais experiente da equipe, falou que a união entre os jogadores foi um elemento essencial para a conquista do título.
Em 20 de julho de 2008, Sandro Goiano sofreu um traumatismo craniano após uma batida de cabeça, em jogo contra o Santos. Além da lesão, ele teve convulsões, perdeu a consciência e desmaiou em campo. Apenas dois dias após o acontecimento, Sandro já queria voltar a campo para seu próximo jogo, mas foi impedido pelos médicos de seu clube.
No início de 2010, Sandro foi novamente contratado pelo Paysandu. Voltou a ser campeão estadual do Pará nesta temporada.
Aposentou-se em 2011.
Após a aposentadoria, Sandro continuou se dedicando ao futebol. Após passagem pela diretoria do América do Rio, Sandro Goiano acertou em junho de 2013 seu retorno para o Sport, agora no cargo de coordenador técnico.

## Estilo
Ao longo de sua carreira, Sandro Goiano notabilizou-se por ser um jogador de extrema virilidade e liderança, o que garantiu carisma junto às torcidas dos clubes pelos quais teve passagem vitoriosa, como Paysandu e Grêmio. Muito querido pelos gremistas, era tido como uma espécie de representante legítimo em campo, incorporando o espírito de jogador com mais entrega do que técnica, marca da tradição do clube gaúcho.

## Títulos

### Paysandu
- Campeonato Paraense de 2000, 2001, 2002, 2005 e 2010
- Campeonato Brasileiro de Futebol de 2001 - Série B
- Copa Norte de 2002
- Copa dos Campeões de 2002

### Grêmio
- Campeonato Brasileiro de Futebol de 2005 - Série B
- Campeonato Gaúcho de 2006 e 2007

### Sport
- Campeão da Copa do Brasil de 2008
- Campeonato Pernambucano de 2008 e 2009

## Campanhas de destaque
- 9º Lugar na Libertadores de 2003
- Vice-Campeão da Libertadores de 2007